# بوکن‌هایم آن در واین‌اشتراسه
بوکنهایم ان در واینشتراسه (به آلمانی: Bockenheim an der Weinstraße) یک شهر در آلمان است که در باد دورکهایم واقع شده است. بوکنهایم ان در واینشتراسه ۲٬۲۲۳ نفر جمعیت دارد.